# Musée d’Histoire, de Préhistoire et d’Archéologie sous marine de Saint-Raphaël
Das Musée d’Histoire, de Préhistoire et d’Archéologie sous marine (deutsch Museum für Geschichte, Vorgeschichte und Unterwasserarchäologie) ist ein Museum in Saint-Raphaël im Departement Var in Frankreich.
Das Museum in der Altstadt befindet sich in einem historischen Monument sowie der romanischen Kirche San Rafeu.